# 蒲元
蒲元（？—？），三國時期蜀漢刀匠，曾為諸葛亮的西曹掾。

## 生平
蒲元擅長鍛煉鐵器，有很多奇思構想，他能夠辨別不同水質對淬火質量的影響，並且選擇冷卻速度大的蜀江水，把鋼刀淬到合適的硬度，他在斜谷（今陝西省眉縣西南）為第五次北伐途中的諸葛亮製刀。其刀能將密封並且裝滿鐵珠的竹筒一刀兩斷，稱絕當世，被譽為神刀。

## 木牛
結合《北堂書鈔》和《通典》的記載，蒲元為木牛的發明者之一，依照諸葛亮的構想將木牛進行技術層面的突破。其創作時間，應在建興九年（231年）之前。